# 短圆缀锦蛤
短圆缀锦蛤（学名：Tapes deshayesii），是帘蛤目帘蛤科浅蜊属的一种。主要分布于中国大陆，常栖息在泥沙滩。